# Youssoufa Moukoko
Youssoufa Moukoko (* 20. November 2004 in Yaoundé, Kamerun oder 17./19. Juli 2000 als Youssoufa Mohamadou) ist ein deutsch-kamerunischer Fußballspieler, der beim FC Kopenhagen unter Vertrag steht. Der Stürmer spielte als angeblich Zwölfjähriger in der U17 von Borussia Dortmund und für die deutsche U16-Nationalmannschaft. Seine überdurchschnittlichen Leistungen als Jugendspieler machten ihn europaweit bekannt. Zur Saison 2020/21 rückte er im Alter von angeblich 15 Jahren in den Profikader des BVB auf und wurde zum vermeintlich jüngsten Spieler der Bundesliga (16 Jahre und 1 Tag) sowie der Champions League (16 Jahre und 18 Tage). Am Alter von Moukoko bestehen jedoch erhebliche Zweifel, er soll in Wahrheit vier Jahre älter sein, womit diverse aufgestellte Rekorde nichtig wären.

## Herkunft und Zweifel am Alter
Moukoko wuchs in seinen ersten zehn Lebensjahren in Kameruns Hauptstadt Yaoundé im Stadtviertel Briqueterie auf. Er soll vier Geschwister haben. Eigenen Aussagen zufolge entwickelte er bereits mit vier Jahren den Wunsch, Fußballer zu werden, als er ein Spiel des Champions-League-Halbfinals 2009 zwischen dem FC Chelsea und dem FC Barcelona im Fernsehen verfolgte. Als seine leiblichen Eltern galten bis 2022 Joseph Moukoko (* 1951), der seit den 1990er-Jahren als deutscher Staatsbürger in Hamburg lebt, und dessen zu Moukokos Geburt 16-jährige Ehefrau Marie. Joseph Moukoko holte Youssoufa im Sommer 2014 nach Deutschland. Dieser besitzt die kamerunische und die deutsche Staatsangehörigkeit.
Das vorgebliche Alter Moukokos, der wegen seiner für sein Alter überdurchschnittlichen sportlichen Leistungen als „Wunderkind“ bezeichnet wurde, ist trotz einer vorgelegten Geburtsurkunde, die Joseph Moukoko direkt nach Youssoufas Geburt am deutschen Konsulat in Yaoundé erhalten haben will, seit 2017 Gegenstand von Kontroversen. Im Jahr 2016 wurde Youssoufa Moukokos Geburt mit dem Geburtsdatum 20. November 2004 im Wege der Nachbeurkundung durch das Standesamt Hamburg-Harburg in das dortige Geburtenregister eingetragen.
Der Spiegel enthüllte im November 2022, dass Joseph Moukoko als Talentscout nach Kamerun reiste und dort Youssoufa adoptierte, um ihn einfacher nach Deutschland bringen zu können. Youssoufas Tante berichtete, dass seine Eltern und die Verwandtschaft sich darüber sehr freuten, „denn wir wussten, dass er (Youssoufa) uns alle versorgen würde.“ Dem jetzigen Bunte-Journalisten Martin Heidemanns wurde im September 2022 über WhatsApp von Joseph Moukoko eine Kopie einer in Yaoundé am 17. Juli 2000 auf den Namen Youssoufa Mohamadou ausgestellten Geburtsurkunde übermittelt. Der Bericht lässt offen, ob es sich bei Youssoufa Moukokos älterem „Bruder“ Borel (* 2000), der im Dezember 2016 nach Deutschland kam, als Außenverteidiger in der Oberliga spielte und bereits angab, eine andere Mutter als Youssoufa zu haben, um einen „Adoptivbruder“ handelt. Weiter berichtete Joseph Moukoko im Oktober 2022, mit einem „Sohn Junior“ zu einem Probetraining zum englischen Verein Crystal Palace zu fliegen. Als Fakt kann Joseph Moukoko, wenn er Youssoufa 2013/14 adoptierte, nicht 2004 dessen Geburtsurkunde am deutschen Konsulat in Yaoundé beantragt haben. Der Spiegel gibt an, dass es in vielen afrikanischen Ländern leicht sei, durch Korruption an neue Dokumente zu kommen. Spieler, deren Alter in diesen Papieren herabgesetzt ist, erhalten als vermeintliche Ausnahmetalente lukrativere Verträge als mit ihrem wahren Alter.
In der Folge ließen Joseph und Youssoufa Moukoko am 15. November 2022 die Veröffentlichung und Verbreitung der Geburtsurkunde durch das Landgericht Frankfurt am Main verbieten, wobei Joseph Moukoko eidesstattlich versicherte, dass Youssoufa Moukoko als sein leiblicher Sohn am 4. November 2004 geboren sei. Einige Monate später korrigierte sich das Landgericht und entschied, dass das Verbot, die Geburtsurkunde zu veröffentlichen, unberechtigt war. Am 8. Mai 2024 gab das Oberlandesgericht Frankfurt am Main einem Eilantrag Moukokos statt und untersagte dem Spiegel die Behauptung und Verbreitung mehrerer Angaben über sein Alter und seine Herkunft. Dies geschah jedoch aus formalen Gründen (Moukoko hätte vorab ausreichend Gelegenheit zur Stellungnahme gegeben werden müssen), während das Gericht in der Sache das „erforderliche Mindestmaß an Beweistatsachen“ für gegeben hielt.
Im Dezember 2024 strahlte ProSieben eine Investigativ-Reportage mit dem Titel Tricksen, Schummeln, Täuschen – Das Millionengeschäft mit den Fußball-Talenten aus, in der Joseph Moukoko eidesstattlich versichert, nicht der leibliche Vater von Youssoufa zu sein und dass dieser in Wahrheit am 19. Juli 2000 geboren worden sei. Joseph Moukoko habe nach eigener Aussage in Yaoundé eine Geburtsurkunde mit den falschen Angaben anfertigen lassen, sei damit zur deutschen Botschaft in Kamerun gegangen und habe so den Pass für seinen angeblichen Sohn bekommen. Dass Joseph Moukoko nicht sein leiblicher Vater sei, sagten auch weitere Befragte in der Dokumentation aus. Youssoufas wahrer Nachname sei zudem Mohamadou. Die Staatsanwaltschaft Hamburg bestätigte angesichts der sich widersprechenden eidesstattlichen Versicherungen Joseph Moukokos die Prüfung des Anfangsverdachts der strafbaren falschen Versicherung an Eides statt.

## Karriere

### Anfänge in Kamerun und Hamburg
Laut eigenen Aussagen spielte Moukoko in Kamerun keinen organisierten, sondern nur Straßenfußball. Nach seinem Umzug nach Deutschland spielte er ab Oktober 2014 bei den D-Junioren (U13) des FC St. Pauli. Da zu diesem Zeitpunkt die Saison bereits beendet war, spielte Moukoko zunächst nur bei Hallenturnieren mit, bei denen er häufig Torschützenkönig wurde. Aufgrund seines enormen Talents stieg er zur Saison 2015/16 als angeblich Elfjähriger zu den C1-Junioren (U15) der Kiezkicker auf, wo er in seiner ersten vollständigen Spielzeit 23 Tore in 13 Spielen als Stürmer in der C-Junioren-Regionalliga erzielte.

### Borussia Dortmund

#### 2016–2020: Rekordspieler in der Jugend
Im Juli 2016 wechselte Moukoko in das Nachwuchsleistungszentrum von Borussia Dortmund. Er erzielte in der Saison 2016/17 für die C1-Junioren (U15) des BVB in 21 Spielen 33 Tore und galt seitdem als Ausnahmetalent in seiner Altersklasse. In der Saison 2017/18 spielte Moukoko als einziger „13-Jähriger“ in der B-Junioren-Bundesliga West für die B1-Junioren (U17) des BVB. Im Finale der deutschen B-Junioren-Meisterschaft in München am 17. Juni 2018 gegen den FC Bayern München erzielte er den Treffer zum 3:2-Endstand. Mit 40 Toren aus 28 Spielen wurde er Torschützenkönig der Staffel West der B-Junioren-Bundesliga. In der Saison 2018/19 wurde Moukoko mit 46 Toren in 25 Einsätzen erneut Torschützenkönig der Weststaffel, womit er den Rekord von Donis Avdijaj (44 Tore) aus der Saison 2012/13 überbot. Er erreichte mit der U17 erneut das Finale um die Meisterschaft, wo sie aber dem 1. FC Köln unterlag. Insgesamt erzielte Moukoko in der B-Junioren-Bundesliga in 50 Spielen 83 Tore.
Zur Saison 2019/20 rückte der Stürmer im Alter von angeblich 14 Jahren zu den A-Junioren (U19) auf und erzielte in seinem ersten Spiel in der A-Junioren-Bundesliga 6 Tore beim 9:2 gegen den Wuppertaler SV. Bereits am 20. Spieltag überholte der Angreifer mit seinem 34. Saisontreffer Haluk Türkeri, der in der Spielzeit 2004/05 mit 33 Toren den bisherigen Ligarekord gehalten hatte. Sein erstes Spiel in der UEFA Youth League absolvierte Moukoko am 17. September 2019 und wurde damit zum jüngsten Spieler, der in diesem Wettbewerb eingesetzt wurde. Gegen die A-Jugend von Inter Mailand erzielte er am 23. Oktober desselben Jahres das Tor zum 1:0 und wurde so auch zum jüngsten Torschützen der Youth League. Nach der Unterbrechung des europaweiten Spielbetriebs aufgrund der COVID-19-Pandemie kam der Spielbetrieb der Juniorenwettbewerbe zum Erliegen, Moukoko und der BVB wurden in der Staffel West Tabellenzweiter. Der Offensivspieler wurde mit 34 Toren in 20 Einsätzen weit vor Sebastian Müller (13; 1. FC Köln) Torschützenkönig der West-Staffel. Auch dieser Wert bedeutete einen Rekord in der A-Junioren-Bundesliga.
Der Stürmer hatte bei Borussia Dortmund einen Ausbildungsvertrag, der bis 30. Juni 2022 befristet war, sowie mit dem Sportartikelhersteller Nike einen seit 2019 laufenden Werbevertrag in Millionenhöhe. Trotz allem lebte er weiterhin im BVB-Jugendheim. Joseph Moukoko wurde von der Borussia Dortmund GmbH & Co. KGaA ab 2018 als Videoanalyst und Scout zu einem Monatsgehalt von anfänglich 10.000,- Euro angestellt; eine Arbeitsleistung erbrachte Joseph Moukoko für die Vergütung jedoch nach eigener Aussage nicht.

#### 2020–2024: Aufstieg in den Profikader
Anfang April 2020 stimmte die DFL-Mitgliederversammlung einem Antrag des BVB zu, dass ein Spieler bereits mit 16 Jahren eine Spielerlaubnis für die Bundesliga und die 2. Bundesliga erhalten kann. Moukoko wäre sonst erst ab der Saison 2021/22 spielberechtigt gewesen.
Der angeblich 15-Jährige rückte daraufhin unter Lucien Favre zur Saison 2020/21 fest in den Profikader auf, musste für seine Spielberechtigung – auch in Testspielen – aber noch auf seinen vermeintlichen 16. Geburtstag am 20. November 2020 und somit auf den 8. Spieltag warten. Daneben durfte Moukoko, der formal noch dem älteren B-Junioren-Jahrgang angehörte, noch drei Spielzeiten in der U19 eingesetzt werden, bei der er vom neuen Cheftrainer Mike Tullberg, der ihm „in vielen Belangen eine Vorbildfunktion“ zuschrieb, zum neuen Mannschaftskapitän ernannt wurde. Bereits in seinem ersten Sommertrainingslager mit der ersten Mannschaft fiel der Jungspieler besonders dem „Toptalentemanager“ Otto Addo positiv auf. Moukoko hätte, so Addo, „regelmäßig Extraschichten absolviert“, um seine Fähigkeiten zu verbessern und sich auch selbstständig um eine Kontaktaufnahme mit dem Funktionspersonal bemüht. Anfangs noch regelmäßig im Trainingsbetrieb der Profis, musste der angeblich 15-Jährige aufgrund des Corona-Hygienekonzepts der DFL in die U19 zurück, ehe der Spielbetrieb der A-Junioren-Bundesligen aufgrund der neuen Maßnahmen von Bund und Ländern ab November unterbrochen werden musste und er daher in den Profikader zurückkehrte. Bis dahin war der Stürmer für die U19 in 3 von 4 Ligaspielen zum Einsatz gekommen und hatte durch 2 „Dreier“- und einen „Viererpack“ bereits 10 Tore erzielt; hinzu kamen 3 Tore im Erstrundenspiel des DFB-Pokals der Junioren. Der Kicker stellte daher fest, dass Moukoko in der Jugend auf „fast schon groteske Weise unterfordert“ sei. Am 18. Oktober 2020 erzielte Moukoko im Auswärtsspiel der A-Junioren-Bundesliga West beim Rivalen FC Schalke 04 drei Tore für seine Mannschaft und wurde von gegnerischen Fans verbal massiv attackiert. Nach einer Untersuchung durch Schalke und DFB erhärtete sich der Verdacht auf einen rassistischen Inhalt der Rufe zwar nicht, gleichwohl belegte der Verband den Verein wegen fortgesetzten unsportlichen Verhaltens seiner Anhänger und eines nicht ausreichend besetzten Ordnungsdienstes mit einer Geldstrafe sowie Auflagen. In der zweiten Mannschaft durfte Moukoko in dieser Saison nicht eingesetzt werden, da ein Spieler in der viertklassigen Regionalliga West erst zum Einsatz kommen darf, wenn er formal dem jüngeren A-Junioren-Jahrgang angehört und für eine DFB-Auswahlmannschaft spielberechtigt ist.
Einen Tag nach seinem vermeintlichen 16. Geburtstag debütierte der Teenager in der Bundesliga, als er beim 5:2-Auswärtssieg gegen Hertha BSC kurz vor dem Spielende eingewechselt wurde. Moukoko löste damit vermeintlich Nuri Şahin, der 2005 im Alter von 16 Jahren und 335 Tagen debütiert hatte, als jüngsten Spieler der Ligageschichte ab. Zweieinhalb Wochen später wurde er mit seinem ersten Einsatz in der Champions League auch zum vermeintlich jüngsten Spieler in diesem Wettbewerb. Am 18. Dezember 2020 gelang Moukoko im Alter von 16 Jahren und 28 Tagen bei der 1:2-Auswärtsniederlage gegen den 1. FC Union Berlin sein erstes Bundesligator. Er löste damit vermeintlich Florian Wirtz ab, der erst im Juni desselben Jahres mit 17 Jahren und 34 Tagen sein erstes Tor in der Bundesliga erzielt hatte. Moukoko absolvierte in dieser Saison unter Favre und dessen Nachfolger Edin Terzić im Sturm hinter Erling Haaland 14 Bundesligaspiele (einmal in der Startelf), in denen er 3 Tore erzielte. Ende März 2021 zog er sich bei der U21-Europameisterschaft im Training eine Bänderverletzung im Fuß zu und fiel bis zum Saisonende aus. Im Oktober 2021 war er eines von sechzig Talenten auf der „Next Generation“-Liste von The Guardian als einer der vielversprechendsten Spieler seiner Generation.

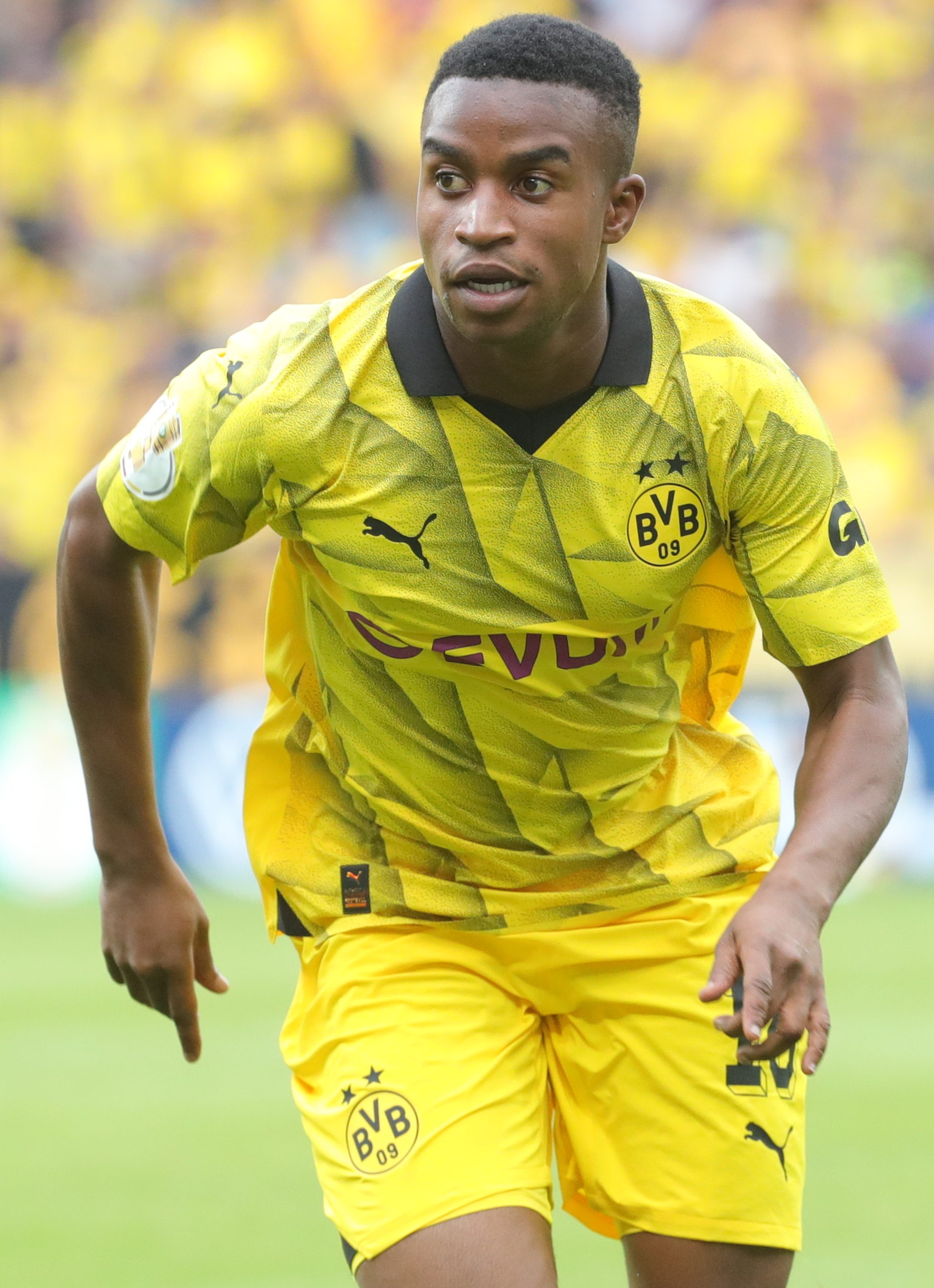
Im Dortmunder Trikot (2023)

In der Saison 2021/22 stand Moukoko auch unter dem neuen Cheftrainer Marco Rose in der Stürmerhierarchie hinter Haaland, Donyell Malen und teilweise Steffen Tigges. Nach neun Partien für die erste Mannschaft, in denen der Angreifer ein Tor (das spielentscheidende 3:2 gegen Hoffenheim) vorbereitete, kam dieser Ende November 2021 auch erstmals für die in der 3. Liga spielende zweite Mannschaft zum Einsatz. Insgesamt stand Moukoko für die Profis in 16 Bundesligaspielen auf dem Platz, in denen er 2 Tore erzielte. Nach dem Wechsel Erling Haalands in die Premier League erhielt Moukoko teamintern mehr Verantwortung, vor allem da der neu verpflichtete Mittelstürmer Sébastien Haller noch vor dem ersten Pflichtspiel an Krebs erkrankte und auch der daraufhin verpflichtete Anthony Modeste nicht zur erhofften Verstärkung (zwei Tore in den ersten acht Spielen) wurde. Am 2. Spieltag war der Angreifer beim 3:1 gegen den SC Freiburg an allen drei Toren direkt beteiligt, im Revierderby gegen den wieder aus der 2. Bundesliga zurückgekehrten FC Schalke 04 köpfte er in der Schlussphase hingegen das 1:0, das zugleich auch der Endstand war. Sowohl beim Freiburg-Spiel wie auch im „kleinen Revierderby“ gegen den VfL Bochum, in welchem Moukoko zwei Tore schoss, wurde er vom kicker jeweils mit der Note 1,5 bewertet. Bis zur Winterpause steuerte Moukoko je sechs Treffer und Assists zur Mannschaftsleistung bei und nur der eineinhalb Jahre ältere, stellvertretende Kapitän Jude Bellingham hatte noch mehr direkte Torbeteiligungen vorzuweisen. Während der Stürmer mit dem BVB ins Achtelfinale der Champions League einziehen konnte, rangierte man in der Bundesliga nach dem 15. Spieltag auf Rang 6 und hatte bereits neun Zähler Rückstand auf den Tabellenführer FC Bayern. Innerhalb der Winterpause wurde bekannt, dass sich Moukoko und Borussia Dortmund bereits seit längerem in Vertragsverhandlungen befänden und mehrere Premier-League-Vereine – darunter der FC Chelsea und Liverpool – ihr Interesse an ihm bekundet hatten. Nach Wiederaufnahme des Spielbetriebs unterzeichnete der angeblich 18-Jährige dann einen bis Juni 2026 gültigen Vertrag. Aufgrund einer sich einen Monat hinziehenden Verletzungspause sowie der Etablierung des Sturmtrios Malen, Haller und Adeyemi kam der Angreifer in der Rückrunde nur zu Einsätzen als Einwechselspieler. Am 27. Spieltag leistete er einen wichtigen Beitrag zur Mannschaftsleistung, als er in der Schlussphase der Partie gegen Union Berlin das Siegtor schoss. Moukoko nutzte ein schlechtes Zuspiel des Gegenspielers Paul Seguin, lief um Torwart Frederik Rønnow herum und schob den Ball ein. Am Saisonende stand der angeblich 18-Jährige mit dem BVB auf dem zweiten Platz, nachdem man in der Rückserie nur gegen Bayern München verloren und beispielsweise auch achtmal in Serie gewonnen hatte. Die Meisterschaft kostete die Dortmunder ein Remis am letzten Spieltag gegen Mainz 05, woraufhin die punktgleichen Bayern aufgrund des besseren Torverhältnisses ihren elften Titel in Folge holten. In der folgenden Sommerpause sollen mehrere Bundesligaklubs Interesse an einer Leihe Moukokos bekundet haben, der Spieler selbst lehnte jedoch ab.
Ende August 2023 verlieh der DFB Moukoko dessen bereits zweite Fritz-Walter-Medaille. Im Jahrgang U19 wurde er vor Brajan Gruda (1. FSV Mainz 05) und Umut Tohumcu (TSG 1899 Hoffenheim) mit Gold ausgezeichnet. Im Verein lief es allerdings weniger gut für den Stürmer. Bis Anfang Dezember 2023 wurde er lediglich zweimal von Beginn an eingesetzt und dies auch nur im Pokal. Moukoko hatte zunächst das Nachsehen gegenüber Sébastien Haller und später gegen den nach Saisonbeginn verpflichteten Mittelstürmer Niclas Füllkrug. Vom 5. bis zum 7. Spieltag blieb Moukoko gar dreimal in Folge ohne Bundesligaeinsatz, in diesem Zeitraum erzielte Füllkrug zwei Tore. Im Pokalachtelfinale, das mit 0:2 verloren ging, verletzte sich der Angreifer am Oberschenkel und fiel bis Januar 2024 aus. Nach seiner Genesung kehrte Moukoko wieder auf den Platz zurück und wurde gegen den SV Darmstadt 98 sowie gegen Köln jeweils eingewechselt. Gegen die Hessen benötigte er 11, im Aufeinandertreffen mit den Kölnern 16 Minuten für jeweils ein Tor. Erst in der Endphase der Saison erhielt der Stürmer mehrere Startelfmandate und erzielte zwei der fünf Treffer beim Heimsieg über den FC Augsburg. In der Champions League spielte Moukoko nur 17 Minuten und gelangte mit seiner Mannschaft bis ins Endspiel, das gegen den Rekordsieger Real Madrid verloren ging.
In der Spielzeit 2024/25 stand Moukoko weder in der 1. Runde des Pokals noch am 1. Spieltag der Bundesliga im Spieltagskader. Zuvor hatte der BVB unter anderem die Stürmer Maximilian Beier und Serhou Guirassy verpflichtet.

#### 2024/25: Leihe nach Frankreich

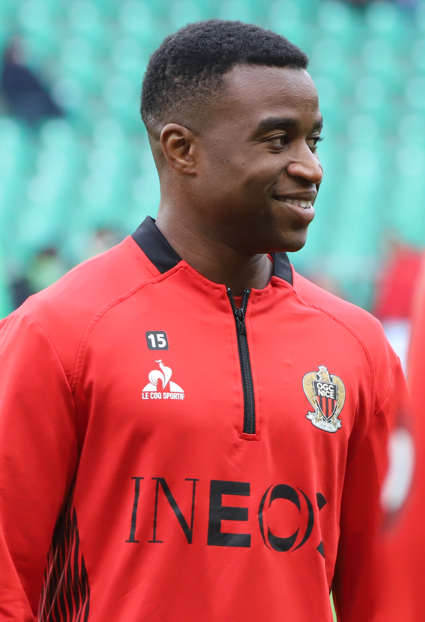
Beim OGC Nizza (2025)

Folglich wechselte Moukoko für den Rest der Saison 2024/25 in die französische Ligue 1 zum OGC Nizza. Der Leihvertrag enthielt eine Kaufoption, nach der Nizza Moukoko im Sommer 2025 für eine Ablöse in Höhe von achtzehn Millionen Euro hätte verpflichten können. Bis zum Jahreswechsel stand der Stürmer in zwei Ligaspielen in der Startelf und wurde fünfmal eingewechselt. Beim 8:0 gegen den Aufsteiger AS St.-Étienne war er an drei Toren direkt beteiligt, trat aber anschließend nicht mehr als Torschütze oder Vorlagengeber in Erscheinung. Ab dem 10. Spieltag kam Moukoko in der Ligue 1 bis zur Winterpause nur noch auf zwei Spielminuten, da Coach Franck Haise unter anderem auf den wesentlich effektiveren Evann Guessand setzte. Dies änderte sich auch nach der Winterpause nicht, so dass er bis zum zwanzigsten Spieltag lediglich zu vier weiteren Kurzeinsätzen von höchstens dreizehnminütiger Dauer kam. Danach spielte Moukoko für den Rest seiner Vereinszugehörigkeit über gar nicht mehr, wobei er mehrfach nicht einmal im Spieltagskader stand.
Mit Nizza rangierte Moukoko nach den ersten sechs Spieltagen der Europa-League-Ligaphase mit lediglich zwei Zählern in der Tabelle des reformierten Wettbewerbs auf Rang 35 von 36. Er war hierbei in allen Partien für den Verein aktiv gewesen. Nach der Wiederaufnahme des Spielbetriebs im Januar 2025 hielt Trainer Haise daran fest, Moukoko in der Liga erst kurz vor Spielende aufs Feld zu schicken. Im Europapokal erhielt er weitere Startelfmandate, schoss aber nach wie vor keine Tore und schied mit Nizza als 35. von 36 Teilnehmern aus. Seinen letzten Einsatz bildeten Anfang Februar 2025 fünf Minuten in der Schlussphase der Partie gegen Stade Saint-Brieuc im Achtelfinale des Coupe de France. Beim Stand von 1:2 aus Sicht von Nizza konnte auch Moukoko das Spiel nicht mehr zum Guten wenden, woraufhin man gegen den Viertligisten aus einem weiteren Turnier ausschied. Coach Haise verwies darauf, dass andere Mitspieler schlichtweg mehr auf sich aufmerksam machen würden und er es zugunsten Moukokos bereits erfolglos mit zwei Stürmern probiert hätte.

#### Seit 2025: FC Kopenhagen
Nach Ende der Saison 2024/25 sahen die Franzosen von einer Verpflichtung Moukokos ab. Dieser kehrte anschließend auch nicht mehr zum BVB, der seit Mitte Juni bei der Klub-Weltmeisterschaft 2025 in den USA antrat, zurück, sondern wechselte zum dänischen Erstligisten FC Kopenhagen. Beim amtierenden Meister unterschrieb der Stürmer einen Vertrag bis zum 30. Juni 2030.

### Nationalmannschaft
Moukoko spielte am 11. September 2017 beim 3:1-Sieg gegen Österreich erstmals für die deutsche U16-Nationalmannschaft. Zwei Tage später erzielte er bei seinem zweiten Einsatz gegen denselben Gegner beide Tore zum 2:1-Sieg. Zu diesem Zeitpunkt galt er als der jüngste Spieler einer U16-Nationalmannschaft. Um Moukoko vor zu großer medialer Aufmerksamkeit zu schützen, entschieden der BVB und der DFB im Oktober 2017, ihn vorerst nicht mehr einzusetzen.
Im Februar 2020 wurde Moukoko erstmals in die U19 berufen, die Spiele fielen aufgrund der COVID-19-Pandemie jedoch aus. Anfang September debütierte er als angeblich 15-Jähriger in der U20-Auswahl bei der 1:2-Niederlage gegen Dänemark.
Im März 2021 wurde der angeblich 16-Jährige von Stefan Kuntz als bis dato vermeintlich jüngster Spieler für den Kader der U21-Nationalmannschaft zur U21-Europameisterschaft 2021 in Slowenien und Ungarn nominiert. Aufgrund der COVID-19-Pandemie fand die U21-EM in zwei Teilen statt: Während in der März-Länderspielpause die Vorrunde ausgetragen wurde, fand die Finalrunde nach dem Saisonende von Ende Mai bis Anfang Juni statt. In Folge einer Trainingsverletzung blieb dem Stürmer ein Turniereinsatz verwehrt; ohne ihn wurde die deutsche Mannschaft U21-Europameister. Sein Debüt für die U21 gab er letztlich am 2. September 2021 beim 6:0-Sieg gegen San Marino, zu dem er zwei Tore beisteuerte. Moukoko wurde damit zum bisher vermeintlich jüngsten Spieler sowie (Doppel-)Torschützen im Trikot der deutschen U21.
Nach seinen Leistungen im Verein (12 Scorerpunkte in 21 Partien, kicker-Notenschnitt 2,86) sowie für die U21 Deutschlands (drei Tore in drei Länderspielen im Spieljahr 2022) nominierte ihn Bundestrainer Hansi Flick im November 2022 für den Kader der WM 2022 in Katar. Moukoko war neben Niclas Füllkrug der einzige Spieler im Kader, der zuvor noch kein Länderspiel für die deutsche Nationalmannschaft absolviert hatte. Er feierte am Tag des Eröffnungsspiels vermeintlich seinen 18. Geburtstag und wurde somit vermeintlich zum bis dahin jüngsten deutschen WM-Teilnehmer in der Geschichte der deutschen A-Nationalmannschaft. Zuvor gab der Angreifer am 16. November bei einem 1:0-Testspielsieg gegen den Oman, bei dem er in der ersten Halbzeit eingesetzt wurde, sein Debüt. Mit angeblich 17 Jahren und 361 Tagen wurde er hinter Willy Baumgärtner (1908, 17 Jahre und 104 Tage), Marius Hiller (1910, 17 Jahre und 241 Tage) und Uwe Seeler (1954, 17 Jahre und 345 Tage) vermeintlich zum bis dahin viertjüngsten deutschen A-Nationalspieler. Kurz vor Schluss kam Moukoko im ersten Gruppenspiel gegen Japan, das mit 1:2 endete, aufs Feld. Die anderen beiden Partien musste er von der Bank aus verfolgen, da Flick neben Füllkrug auf Thomas Müller und Kai Havertz setzte. Als Tabellendritter hinter Japan und Spanien schied der Stürmer mit der Mannschaft nach der Gruppenphase aus dem Turnier aus.
Im Juni 2023 reiste der Stürmer erneut zu einem internationalen Turnier, als ihn Trainer Antonio Di Salvo für den Turnierkader der U21-Europameisterschaft 2023 nominierte. Im ersten Gruppenspiel trennte man sich als Titelverteidiger mit 1:1 von Israel, wobei Moukoko wie auch Jessic Ngankam einen Strafstoß verschoss. Er erhielt die Note 5 vom kicker und war somit der notenschlechteste Akteur auf dem Feld gewesen. In der nächsten Partie saß er auf der Bank, am letzten Gruppenspiel hätte Moukoko aufgrund von Oberschenkelproblemen gar nicht erst teilnehmen können. Ohne ihn verlor die deutsche U21 die beiden Partien, wonach das Turnier anschließend für sie beendet war.
In den ersten sechs Spielen des Qualifikationsturniers für die U-21-Europameisterschaft 2025 zwischen September 2023 und März 2024 stand Moukoko in der Startelf und konnte insgesamt sechs Treffer erzielen. Für die folgenden vier Spiele, in denen sich das deutsche Team die Qualifikation sichern konnte, wurde er dagegen nicht mehr nominiert.

## Titel, Auszeichnungen und Rekorde

### Titel
Im Verein
- Deutscher B-Junioren-Meister: 2018
- Meister der B-Junioren-Bundesliga West: 2018, 2019

In der Nationalmannschaft
- U21-Europameister: 2021 (ohne Einsatz)

### Auszeichnungen
- Torschützenkönig der B-Junioren-Bundesliga West: 2018 (37 Tore), 2019 (46 Tore, Rekord für gesamtdeutsche Liga)
- Meiste Tore der abgebrochenen A-Junioren-Bundesliga West 2019/20 (34 Tore, Rekord für gesamtdeutsche Liga); keine Auszeichnung als Torschützenkönig
- Meiste Tore der abgebrochenen A-Junioren-Bundesliga West 2020/21 (10 Treffer); keine Auszeichnung als Torschützenkönig
- Träger der Fritz-Walter-Medaille: 2021 in Gold (U17), 2023 in Gold (U19)

### Vermeintliche Rekorde
- Jüngster in der deutschen U16-Nationalmannschaft eingesetzter Spieler (12 Jahre und 311 Tage)[86]
- Jüngster Torschütze in der deutschen U16-Nationalmannschaft (12 Jahre und 313 Tage)
- Jüngster in der A-Junioren-Bundesliga eingesetzter Spieler (14 Jahre und 277 Tage)
- Jüngster Torschütze in der A-Junioren-Bundesliga (14 Jahre und 277 Tage)[87]
- Jüngster in der UEFA Youth League eingesetzter Spieler (14 Jahre und 302 Tage)[39]
- Jüngster Torschütze in der UEFA Youth League (14 Jahre und 338 Tage)[40]
- Jüngster in der Bundesliga eingesetzter Spieler (16 Jahre und 1 Tag)
- Jüngster in der Champions League eingesetzter Spieler (16 Jahre und 18 Tage)
- Jüngster in der Europa League eingesetzter Spieler (17 Jahre und 28 Tage)
- Jüngster Torschütze in der Bundesliga (16 Jahre und 28 Tage)[88]
- Jüngster in der deutschen U21-Nationalmannschaft eingesetzter Spieler (16 Jahre und 286 Tage)[78]
- Jüngster Torschütze in der deutschen U21-Nationalmannschaft (16 Jahre und 286 Tage)[78]
- Jüngster deutscher Teilnehmer an einer Weltmeisterschaft der Herren (auf den Tag genau 18 Jahre)[81]